# Prezident Severního Kypru
Prezident Severního Kypru je hlavou Severokyperské turecké republiky. Rauf Denktaş byl prvním prezidentem Severního Kypru a v roce 2005 odešel do důchodu. Jeho funkci převzal Mehmet Ali Talat, po něm následoval Derviş Eroğlu, poté Mustafa Akıncı a současný prezident Ersin Tatar.
Prezident je volen každých pět let. Prezidentské volby se konají ve dvou kolech, pokud žádný z kandidátů nezíská v prvním kole více než 50 % hlasů. Je nutné, aby prezident pocházel z ostrova Kypr. Prezident musí v zemi žít pět let, mít středoškolské vzdělání a být starší 30 let.
V poloprezidentském systému Severního Kypru není prezidentská funkce ceremoniální. Prezident si vyhrazuje právo odvolat Shromáždění republiky v případě, že se nepodaří sestavit vládu do šedesáti dnů nebo pokud tři po sobě jdoucí vlády obdrží hlasy o nedůvěře. Může také předsedat Radě ministrů, pokud si to přeje, schvalovat jmenování soudců a předsedy nejvyššího soudu a má právo zasílat zákony schválené Shromážděním republiky Nejvyššímu soudu. Prezident je také tradičně hlavním vyjednavačem při řešení kyperského sporu a je odpovědný za zahraniční vztahy Severního Kypru.
V době, kdy je prezident v zahraničí, jej zastupuje předseda Shromáždění republiky.
Poslední prezidentské volby se konaly 11. října 2020. Současným prezidentem je Ersin Tatar.

## Seznam prezidentů
| Pořadí | Portrét | Jméno                     | Nástup do úřadu    | Konec v úřadu  |
| ------ | ------- | ------------------------- | ------------------ | -------------- |
| 1.     |         | Rauf Denktaş (1924–2012)  | 15. listopadu 1983 | 24. dubna 2005 |
| 2.     |         | Mehmet Ali Talat (* 1952) | 24. dubna 2005     | 23. dubna 2010 |
| 3.     |         | Derviş Eroğlu (* 1938)    | 23. dubna 2010     | 30. dubna 2015 |
| 4.     |         | Mustafa Akıncı (* 1947)   | 30. dubna 2015     | 23. října 2020 |
| 5.     |         | Ersin Tatar (* 1960)      | 23. října 2020     | úřadující      |